# 夏の秘密 (テレビドラマ)
『夏の秘密』は東海テレビが制作、フジテレビ系列のテレビ局で、2009年6月1日から2009年8月28日まで放送されていた日本の昼のテレビドラマ。全65回。放送時間は、月曜日から金曜日までの13:30 - 14:00(JST)。

## 概要
- いわゆる愛憎劇の多い東海テレビ発の帯ドラマシリーズの中で、今作品はサスペンス要素を備えた純愛モノとされている[1]。山田麻衣子にとってこの作品は連続ドラマ初主演作となる。
- 物語はみのりが殺害された事件の犯人として逮捕された龍一の無実を信じる紀保と、愛するみのりを失った伊織が同志となり、事件の真相を追う中でお互いに惹かれあう第42話序盤までの「第一部」と、それから1年後、みのりの自殺として解決した事件が実は他殺だったという加賀の言葉がキッカケで、紀保と伊織が再び同志となって事件の真相を探る「第二部」との二部構成となっている。
- キャッチコピーは「同志。」。

## あらすじ
ウェディングドレスデザイナーの紀保と弁護士の龍一は結婚式を迎え、互いの愛を誓うが、そこに警察がなだれ込み、龍一は殺人容疑で逮捕されてしまう。被害者・みのりと関係を持っていた龍一が、みのりの存在が邪魔になり殺害したという。しかし無実を訴える龍一を信じる紀保は、それを証明するために偽名を使い、みのりが住んでいた隅田川沿いの下町で暮らし始める。紀保はみのりを失って傷ついていた旋盤工・伊織と出会い、二人は互いに愛する人のために真相を探る同志となる。二人は互いを支えあい、時に疑いながら次第に心惹かれてゆくのだった。

## キャスト
羽村紀保 - 山田麻衣子
龍一の婚約者。高弘の娘。ウェディングドレスデザイナー。ウェディングブティック・アトリエKを経営。幼い頃に母を亡くすが、大会社社長の父のもと、恵まれた環境で育つ。龍一との結婚式の最中に、吉川みのり殺人容疑で龍一が逮捕されてしまう。無実を訴える龍一を救うため、髪を切り、偽名を使い、殺人事件の被害者・みのりが住んでいた隅田川沿いの下町にある夕顔荘で暮らし始める。蔦子の店・浮船で働きながら、事件の真相を探る。事件の第一発見者の伊織を疑うが、犯人を憎んでいると言う伊織を信じ、同志となる。その後、龍一の無罪が証明され、龍一の釈放を喜ぶ一方で、自暴自棄になった伊織を放っておけない。借金返済のための、伊織の無謀な行動に気付き、職人の手を汚すようなことをしていいのかとやめさせようとし、龍一に弁護士として法律の力で工作所を救えないかと土下座して頼む。龍一との愛を誓うが、伊織と一度だけ一夜を共にしてしまう。
瀬田伊織 - 瀬川亮
柴山工作所の旋盤工。ねじ作り職人。事件が起きた夕顔荘に住んでいる。吉川みのり殺人事件の第一発見者。紀保を当初は不審に思っていたが、龍一を陥れた犯人が憎いと言う紀保を信じ、みのりを殺した真犯人を突き止めるため、同志となる。勾留中の龍一に偽名を使い面会に行き、必ず紀保を守ると約束する。柏木の持っていたみのりの遺書で、みのりは自殺だったことが判りショックを受け、自暴自棄になる。工場の債権を握る雉牟田から、借金の保証人になるよう求められる。借金返済のため、雉牟田が持ち込んだ危険な仕事を引き受ける。
乾龍一  - 内浦純一
紀保の婚約者。アトリエK顧問弁護士。両親を早く亡くし、叔父夫妻に育てられる。育ててくれた伯父が羽村の会社の顧問弁護士していた縁で紀保の家庭教師だった。紀保との結婚式の最中に、吉川みのり殺人容疑で逮捕されてしまうが、拘置所に面会に来た紀保に無実を訴える。伊織が偽名を使い、紀保と拘置所に面会に来たことで、伊織と紀保の関係を怪しむ。みのりの遺書が証拠となり、無罪が証明され釈放される。高広に結婚を反対されていたが、何が起きても紀保を守ると誓い、紀保との結婚を認められ、改めて、紀保にプロポーズする。借金返済に苦労する伊織のため、紀保が力を尽くしているのを見て、紀保が結婚をためらっているのではないかと不安になり、紀保を求める。紀保に、弁護士として法律の力で工作所を救えないかと土下座して頼まれ、紀保のためにも工作所を守る決心をする。
柴山フキ - 小橋めぐみ
耕三の長女。母の死後は父の工場・芝山工作所の事務を手伝っている。伊織に片思いしており、紀保の存在を不安に思う。七夕の夜に服を脱ぎ伊織に告白するが、もっと相応しい人は他にいると言われてしまう。
諏訪杏子 - 松田沙紀
アトリエKスタッフ。紀保が夕顔荘で暮らしている間は、紀保に代わりアトリエKを切り盛りする。龍一に片思いをしているようで、紀保を裏切り勾留中の龍一に告白するが、紀保を傷つけないでほしいと言い捨てられてしまう。紀保の努力で龍一が釈放されるが、セリを利用し秘めた企みを続ける。しかし後に紀保を愛していたことが発覚。　　
井口雄介 - 橋爪遼
和美の息子。伊織の友人。宅建浪人だが、おせじにも頭が良いとは言えない。フキに片思いしており、七夕の夜に告白するが、本気だと思われず笑われてしまう。その後試験に合格し、井口不動産の社長となる。
柴山セリ - 田野アサミ
耕三の次女。フキの妹。ファッションモデル。以前、撮影当日(第1話)にミスを犯し紀保にクビにされた。紀保が偽名を使っていることを知っていて、それを利用しようとするが紀保に叱られる。一度だけ力を貸した紀保に、アトリエK専属モデルにしてもらう。紀保には頼まれないが、紀保の役に立とうとする。フキのウェディングドレスの髪飾りを作ったのを機に、制作にも興味を持つようになる。
柏木誠 - 坂田聡
夕顔荘で暮らしている引きこもり。理工学博士号を持っているらしい。かつて、みのりに片思いしており、告白しようとみのりの部屋を訪れたときに、みのりの自殺を発見する。みのりの遺書に自分の指紋がついたことに気づき、とっさに遺書を掴んで、その場から逃げてしまう。罪悪感から死んで詫びようと隅田川に飛び込むが、伊織に助けられ、証拠隠滅の罪で逮捕される。後に芝山工作所に就職し、下町にやってきた杏子に片思いする。
染谷護 - 谷田歩
蔦子の弟。紅夏の父。ギャンブル好きで、借金を作ることも多々。妻に逃げられたため、紅夏を蔦子に預けていた。事件について知っているふりをする。紀保に岡惚れしている。フキの櫛を盗んだと紀保が疑われると、紀保に罪をなすりつけようとしたセリを捕まえ、セリの罪を被り自分が盗んだと言う。喧嘩の怪我を警察に通報した加賀のせいで逮捕されたことがあり、加賀を恨んでいる。
井口和美 - 山口美也子
雄介の母。「夕顔荘」を管理する井口不動産の社長夫人。出来の悪い息子を案じる肝っ玉母さん。
柴山耕三 - 江藤漢斉
フキとセリの父親。心臓に持病がある。町工場の芝山工作所を経営しているが借金まみれである。七夕祭りの翌日、心臓発作で倒れる。
村田警部 ‐ 中野剛
加賀修司 - 五代高之
隅田川沿いにある加賀診療所の医師。浮船の常連客であり蔦子とは仲が良い。1年前まで看護師としてみのりを雇っていたが、薬の横流しをしたことでクビにした。雉牟田とも通じており、闇社会とのつながりもある。　　　
染谷蔦子 - 姿晴香
譲の姉。紅香の伯母。隅田川沿いの住人たちが集まる浮舟の女店主。以前は深川の人気芸者だった。店は和装小物や和服リフォームと喫茶店を兼ねている。紀保から頼まれ、店で雇う。紀保が婚約者の無実を証明するため下町に来たと知り、応援する。　　
羽村高広 - 篠田三郎
紀保の父。羽村エンタープライズ社長。ウェディングブティック・アトリエK出資者。紀保を心から愛し、幸せを願う優しい父。その一方で大会社の社長ならではの冷徹な一面も持つ。妻は紀保が幼い頃、海岸を散歩中に高波にさらわれ先立たれたとしている。無実かどうかに関わらず、事件に関わった龍一が結婚相手に相応しくないと、反対していたが、龍一の冤罪が晴らされたことで、紀保との結婚を認める。
染谷紅夏 - 名波海紅
譲の娘。紀保に懐いている。　
平田平太　‐　市原清彦
蔦子の店の常連客。
雉牟田 -  四方堂亘
譲の借金返済を迫るチンピラまがいの町金融・雉牟田興行社長。柴山工作所の借金証書を買い取り、3千万円という高額の返済を要求するが、それができないと分かると、修司を通じて伊織にある物を作らせる。借金の取り立てに押し寄せ、伊織を拉致しようとする。しかし、龍一に不当な返済請求を糾弾され、追い返される。
犬山 - 井澤正人
雉牟田が連れ歩いている部下。伊織と争い、伊織を負傷させた。
瀬田みずえ - 岡まゆみ
伊織の母。心を病み、海辺の療養施設にいる。
ほか

## サブタイトル
| 第1回               | 悲劇の花嫁          | 第6回               | 危ない橋            | 第11回              | 同士までの距離      | 第16回              | 夕べの秘密          | 第21回              | 信じる              |                     |                     |
| 第2回               | 無実の叫び          | 第7回               | 合鍵                | 第12回              | 涙                  | 第17回              | 水に浮かぶ月        | 第22回              | 初公判              |                     |                     |
| 第3回               | 秘密の生活          | 第8回               | 愛のために犯す罪    | 第13回              | 雨漏りの夜          | 第18回              | 落書き              | 第23回              | 月の舟              |                     |                     |
| 第4回               | 指先の交流          | 第9回               | 危険な計画          | 第14回              | 恋のチケット        | 第19回              | 二つの世界          | 第24回              | 真相                |                     |                     |
| 第5回               | 隠された素性        | 第10回              | 敵同士              | 第15回              | 裏切りの雨          | 第20回              | 互いの愛のため      | 第25回              | 光と影              |                     |                     |
| 回数                | 第6週               | 回数                | 第7週               | 回数                | 第8週               | 回数                | 第9週               | 回数                | 第10週              |                     |                     |
| 第26回              | 行方不明            | 第31回              | 危険な仕事          | 第36回              | 忘れない夏          | 第41回              | 海、月の舟          | 第46回              | 終わらない夏        |                     |                     |
| 第27回              | 同志解散            | 第32回              | 二人で背負う罪      | 第37回              | 夕顔の花            | 第42回              | 生きる              | 第47回              | 忘れる努力          |                     |                     |
| 第28回              | 嘘                  | 第33回              | 法律の正義          | 第38回              | 疑惑の香り          | 第43回              | 時の流れ            | 第48回              | 憎しみの絆          |                     |                     |
| 第29回              | 他人同士            | 第34回              | 二人だけの秘密      | 第39回              | 秘密の夏            | 第44回              | 忘れない相手        | 第49回              | 心の声              |                     |                     |
| 第30回              | 結婚祝い            | 第35回              | 別れの始まり        | 第40回              | 愛                  | 第45回              | 秘密の始まり        | 第50回              | 甘い毒              |                     |                     |
| 回数                | 第11週              | 回数                | 第12週              | 回数                | 第13週              |                     |                     |                     |                     |                     |                     |
| 第51回              | 過去からの自由      | 第56回              | 心配                | 第61回              | 眠れない夜          |                     |                     |                     |                     |                     |                     |
| 第52回              | 罠                  | 第57回              | 危険                | 第62回              | 夜、月の船          |                     |                     |                     |                     |                     |                     |
| 第53回              | 同士ふたたび        | 第58回              | 偽りの笑顔          | 第63回              | 消える月            |                     |                     |                     |                     |                     |                     |
| 第54回              | 害虫                | 第59回              | 男の火花            | 第64回              | 真実                |                     |                     |                     |                     |                     |                     |
| 第55回              | 先生の真実          | 第60回              | 裏切り              | 最終回              | 最後の秘密          |                     |                     |                     |                     |                     |                     |
| 視聴率              |                     |                     |                     |                     |                     |                     |                     |                     |                     |                     |                     |
| 最高 7.5%（最終回） | 最高 7.5%（最終回） | 最高 7.5%（最終回） | 最高 7.5%（最終回） | 最高 7.5%（最終回） | 最高 7.5%（最終回） | 最低 3.9%（第23回） | 最低 3.9%（第23回） | 最低 3.9%（第23回） | 最低 3.9%（第23回） | 最低 3.9%（第23回） | 最低 3.9%（第23回） |
| 6月平均 5.0%        | 6月平均 5.0%        | 6月平均 5.0%        | 6月平均 5.0%        | 7月平均 %           | 7月平均 %           | 7月平均 %           | 7月平均 %           | 8月平均 %           | 8月平均 %           | 8月平均 %           | 8月平均 %           |
| 全平均 5.3%         |                     |                     |                     |                     |                     |                     |                     |                     |                     |                     |                     |

- 視聴率は関東地区、ビデオリサーチ調べ。

## 主題歌
- Metis「あなたが愛をくれたから…」（ユニバーサル シグマ）

## スタッフ
- 製作 - 東海テレビ放送、国際放映
- 脚本 - 金谷祐子
- 演出 - 奥村正彦(第1,2,5週)、村松弘之(第3,4週)、堀口明洋(第6週)
- プロデューサー -  風岡大、浦井孝行、河角直樹
- 音楽 - 岩本正樹
- 技術制作 -  バスク
- 協力 - ケイエッチケイアート、山崎美術、野沢園、おかもと技研、マエダオート　ほか
- 美術協力 - NEC、docomo、ユナイテッドジュエリー、ヴァレグランテ、アイフォン、ジュエリーゴッチャ、TOSHIBA、GINZA LIFE、丸善、ギャラリー四季、Mitsutoyo、オーエスシー、花林園、有限会社コンフェッティ　ほか
- 衣装協力 - MARGAN、J&R、ラブエル、IKUKO、オズモーシス、Milpano　ほか
- 撮影協力 -  有限会社石橋製作所、ブライダル工房FMN、香取大門通り会、Rivirana、オーシャンヴューリゾート
- 広報 - 胡桃千春（東海テレビ）、山本章子（東海テレビ）